# Kenneth Pedersen
Kenneth Pedersen (ur. 18 grudnia 1965) – duński lekkoatleta, który specjalizował się w rzucie oszczepem.
Uplasował się na 14. miejscu juniorskiego czempionatu Starego Kontynentu (1983). W 1986 roku nie awansował do finału podczas mistrzostw Europy w Stuttgarcie. Dwukrotnie odpadał w eliminacjach mistrzostw świata. Wielokrotny reprezentant kraju w zawodach pucharu Europy (w tym zwycięstwo w finale C w 1989) Dziesięciokrotny mistrz Danii. W 1988 został mistrzem NCAA.
Rekord życiowy: 81,22 (5 sierpnia 1989, Kopenhaga) – rezultat ten jest aktualnym rekordem Danii.

## Osiągnięcia
| Rok  | Zawody                      | Miejsce   | Pozycja           | Wynik |
| ---- | --------------------------- | --------- | ----------------- | ----- |
| 1983 | Mistrzostwa Europy juniorów | Schwechat | 14. miejsce       | 65,18 |
| 1986 | Mistrzostwa Europy          | Stuttgart | el. – 24. miejsce | 73,24 |
| 1993 | Mistrzostwa świata          | Stuttgart | el. – 35. miejsce | 72,00 |
| 1995 | Mistrzostwa świata          | Göteborg  | el. – 22. miejsce | 74,22 |